# Формула Філонова
Формула Філонова (англ. Philonov's formula; нім. Filonow-Formel f)  – рівняння залежності кінематичного коефіцієнта в’язкості рідини (нафти) від температури, а саме:
ν = ν0 exp (-u (t-to)),
де ν, ν0 - кінематичний коефіцієнт в'язкості рідини відповідно при температурі t і довільній заданій температурі t0; u - показник кривини віскограми.